# Starship Flight Test 8

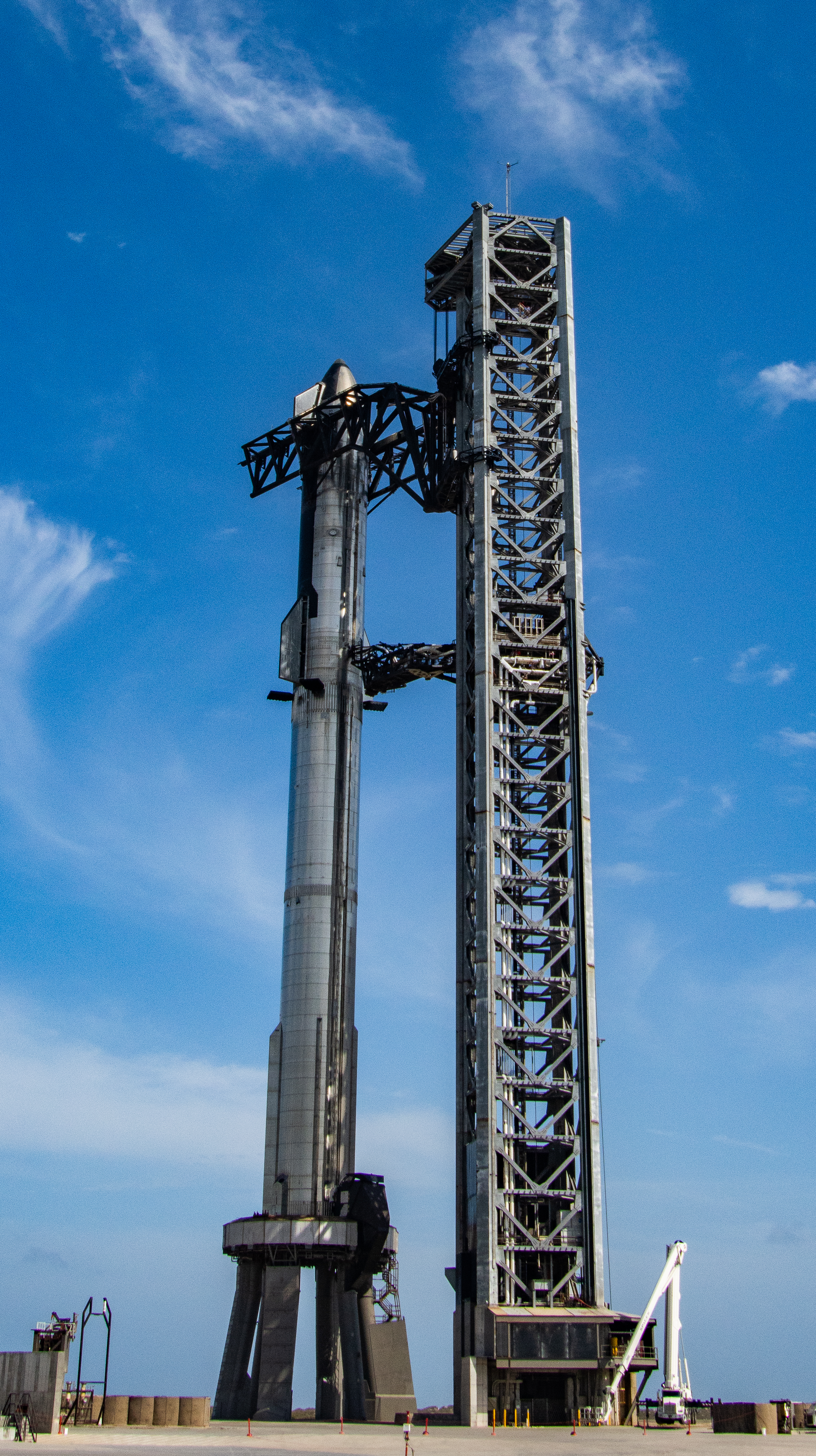
Sestava boosteru B7 a lodi S24 na rampě OLM před startem první testovací mise (IFT-1), v horní části servisní věže sestavu stabilizují pohyblivé paže systému Mechazilla.

Starship Flight Test 8 (FT-8) byl osmý let kosmické lodi Starship na nosné raketě Super Heavy. Obě součásti sestavy vyvinula a postavila společnost SpaceX podnikatele Elona Muska. Let o délce 9 minut se uskutečnil 6. března 2025 a byl druhým startem druhé verze lodi Starship, označované jako Block 2. Let se uskutečnil s téměř stejným programem testů a zkoušek, jaký byl naplánován pro misi FT-7 v lednu 2025, a přinesl také stejný výsledek – kosmická loď Starship explodovala po 8 minutách letu, nedlouho před ukončením svého startovního zážehu.

## Nosná raketa Super Heavy a kosmická loď Starship
Spodní část startovní sestavy tvořila nosná raketa, resp. první, urychlovací stupeň Super Heavy. Horní částí pak byla samotná kosmická loď Starship určená pro lety na oběžné dráze a návraty na Zemi. Obě součásti byly vyvinuty jako plně znovupoužitelné a určené pro vynášení satelitů a dalších kosmických těles, zásob včetně paliva, i pro vesmírnou turistiku, cesty k Měsíci a meziplanetární lety.
Nosič Super Heavy (booster) dosahoval délky 71 metrů a jeho průměr – v celé výšce stejný – 9 metrů. Hmotnost boosteru bez paliva se pohybovala nad 200 tunami, z toho asi 80 tun připadalo na nádrže. Pohon zajišťovalo celkem 33 motorů Raptor, které měly při plném výkonu souhrnný tah 73,5 MN, což ze sestavy činí nejsilnější raketu v historii dobývání vesmíru. Nádrže urychlovacího stupně pojmuly celkem 3 400 tun pohonných hmot, z toho zhruba tři čtvrtiny připadaly na kapalný kyslík a zbylá čtvrtina na podchlazený kapalný metan. Na vrchu boosteru byla umístěna čtyři roštová kormidla pro řízení stupně při přistání, podobně jako se to SpaceX osvědčilo již u jejího dříve vyvinutého nosiče Falcon 9. Shora nosič uzavíral dva metry vysoký prstenec s průduchy, kterými se odváděly spaliny z motorů lodi Starship během jejich spuštění, tedy ještě před oddělením kosmické lodi od urychlovacího stupně. Prstenec byl při 4. a dalších letech po odpojení lodi Starship z boosteru odhozen, čímž se snížila přistávací hmotnost boosteru.
Kosmická loď Starship si po většinu své výšky zachovala průměr 9 metrů, shodný s urychlovacím stupněm. Až v horní čtvrtině se průměr postupně zmenšoval, aby vytvořil zaoblenou kuželovitou špičku. Oproti první verzi však Block 2 byl o 1,8 metru delší (52,1 metru). Pro řízení během sestupu k Zemi měla loď celkem 4 pohyblivé aerodynamické klapky, dvě v horní a dvě v dolní části. Polovinu lodi po celé její délce a jednu stranu klapek pokrývaly dlaždice tepelného štítu pro ochranu lodi při vstupu do atmosféry. Šest motorů Raptor – tři optimalizované pro provoz ve vesmírném vakuu, tři pro provoz v atmosféře – mělo k dispozici celkem 1500 tun pohonných látek, o 300 tun více než v předchozí verzi Block 1. SpaceX udávala kapacitu nákladu 100 až 150 tun.

## Příprava a průběh letu
Pro let SpaceX určila kosmickou loď Starship s výrobním označením Ship 34 (S34) a první stupeň Super Heavy s označením Booster 15 (B15).
S34 je lodí druhé generace (Block 2), podobně jako předchozí S33 neúspěšně použitá při sedmém letu. Nejviditelnější změnou oproti dřívější verzi Block 1 je zmenšení předních klapek, jejich posun směrem ke špičce lodi a současně do větší vzdálenosti od tepelného štítu, čímž se výrazně snížila míra jejich vystavení zahřívání a zároveň se zjednodušily mechanické díly a ochranné obklady. Přepracován byl pohonný systém včetně 25procentního zvýšení objemu pohonných hmot, vakuového opláštění přívodních potrubí a nového systému přívodu paliva pro vakuové motory Raptor. Vylepšen byl modul avioniky pohonu ovládající ventily kosmické lodi a čtecí senzory. Tepelný štít lodi je vybaven dlaždicemi nejnovější generace a obsahuje záložní vrstvu na ochranu při ztrátě nebo nebo poškození dlaždic. Celkem 30 kamer rozmístěných po kosmické lodi v kombinaci s funkcemi internetové sítě Starlink umožňuje streamovat telemetrická data a videa ve vysokém rozlišení rychlostí 120 Mb/s a poskytnout technikům v každé fázi letu neocenitelná technická data.
SpaceX před startem informovala, že na základě zkušeností získaných při nezdaru předchozí mise provedla několik hardwarových a provozních změn ke zvýšení spolehlivosti kosmické lodi. Ta byla např. doplněna o další větrací otvory a nový systém čištění využívající plynný dusík, aby byla spodní část lodi odolnější vůči úniku paliva, došlo také ke změnám v přívodu paliva ke 3 motorům optimalizovaným pro provoz ve vakuu.

### Výroba, testování a předletová příprava
První části Boosteru 15 byly ve výrobním závodě na Starbase spatřeny v říjnu 2023. Sestavování dílů začalo v montážní hale Mega Bay 1 v létě 2024 a skončilo v září 2024, a po dalších montážích se v testovacím místě Massey's 27. a 28. prosince téhož roku uskutečnily úspěšné kryogenní testy (testy těsnosti s podchlazenou kapalinou). Po návratu do haly následovala instalace motorů, po jejímž dokončení technici booster 7. února 2025 vyvezli ke startovací rampě OLM A a 8. února ho na ni vysadili, aby hned další den úspěšně podstoupil statický zážeh svých motorů. Poté byl dopraven zpět montážní haly k předstartovním přípravám.  Na finální cestu k rampě se booster vypravil 24. února 2024 a o den později ho ramena věže OLT A vyzvedla do startovní pozice. O tři dny později technici umístili patrony systému přerušení letu (FTS) pro případ neočekávaného vývoje situace po startu.
Starship 34 (S34) byla smontována v halách High Bay a Mega Bay 2 mezi zářím a listopadem 2024. Poté 17. a 18. ledna 2025 prošla v testovacím místě Massey's třemi kryogenními testy, v montážní hale ještě před koncem ledna dostala svých 6 motorů a mřížových kormidel a po dalších pracích vyrazila 10. února zpět do Massey's. Tam absolvovala 12. února mimořádně dlouhý, bezmála minutový statický zážeh, při němž technici v rámci vyšetřování selhání při předchozím let FT-7 otestovali několik úrovní tahu, aby prozkoumali různé podmínky, které se v pohonném systému vyskytují během letu. Následovala cesta zpět do Mega Bay 2 k závěrečným pracím před startem. Nakonec technici 2. března do přepravního prostoru kosmické lodi  naložili 4 simulátory satelitu Starlink, dopravili Starship k rampě a vyzvedli ji na připravený Booster 15 méně než 24 hodin před plánovaným termínem startu.

### Plánovaný průběh letu
SpaceX několik dní před startem potvrdila očekávání, že se v osmém letu zaměří na splnění cílů, které nemohla splnit kvůli výbuchu kosmické lodi při předchozím letu. Loď tedy provede znovuzapálení jednoho ze svých motorů Raptor ve vesmíru a také za letu transatmosférické dráze vysadí 4 čtyři simulátory satelitu Starlink (při předchozím letu jich mělo být 10). Ty pak poletí souběžně s kosmickou lodí, společně vstoupí do atmosféry, kde simulátory zaniknou. Loď ovšem po vstupu do atmosféry poletí dál k místu přistání na mořskou hladinu a provede několik dalších experimentů. Z povrchu lodi bylo odstraněno značné množství dlaždic tepelného štítu, což umožní zátěžový test zranitelných míst, testem projde také několik variant kovových dlaždic včetně jedné s aktivním chlazením. Návratový profil hvězdné lodi je navíc záměrně navržen tak, aby odhalil strukturální limity zadních klapek horního stupně v bodě největšího dynamického tlaku při vstupu do atmosféry (k otestování schopností lodi při jiných než optimálních situacích při průletu atmosférou). při vstupu do atmosféry.
Plán letu samozřejmě i tentokrát počítá se zachycením boosteru Super Heavy u startovací a záchytné věže OLT. Přitom SpaceX znovu otestuje několik radarových senzorů na mechanických pažích věže s cílem dále zvýšit přesnost při měření vzdálenosti mezi pažemi a přibližujícím se boosterem.

### Termín startu
Záhy po předchozím, jen částečně úspěšném letu (booster B14 svůj úkol splnil bez problémů a řádně doletěl ke startovní věži a nechal se jí zachytit) vyslovil zakladatel SpaceX Elon Musk domněnku, že „zatím nic nenasvědčuje tomu, že by se příští start měl posunout za příští měsíc”. Z žádosti o dočasné povolení telekomunikačního pro vozu, kterou SpaceX v posledních dnech ledna podala k Federální komisi pro telekomunikace (FCC), vyplývá nejdřívější možný termín letu 24. února 2025. Jeho uskutečnění však bude především záviset na dokončení vyšetřování výbuchu lodi Starship po 8,5 minutách předchozího letu FT-7, které nařídil Federální úřad pro letectví (FAA).
FAA 20. ledna v síti pro sdílení informací o plánovaných událostech v letovém provozu oznámil, že primárním datem startu je 26. únor se startovním oknem od 23:30 UTC do 01:09 UTC dalšího dne. Možné záložní termíny podle oznámení připadají na stejné časy v následujících dnech až do 5. března, mimo 2. března..Za obdobných podmínek (ale včetně 2. března) byla krátce poté vydána také opatření týkající se námořního provozu a uzavření silnice vedoucí kolem kosmodromu.
Elon Musk 24. února oznámil dvoudenní odklad – let se uskuteční nejdříve 28. února 2025. Odklad byl očekáván, protože večer předtím, pouhé tři dny před startem, loď ani booster nebyly na rampě a pracovalo se na nich ve výrobních halách, zatímco např. výbušné součásti systém řízeného přerušení letu pro Ship 34 již byly dopraveny k rampě, kde je obvykle technici montují nedlouho před startem.
SpaceX však 27. února oznámila další odklad, tentokrát o tři dny na 3. března 2025. FAA týž den vydal aktualizaci licence a o den později oznámil, že po dokončení požadovaného a komplexního přezkoumání bezpečnosti povolil návrat kosmické lodi Starship do letového provozu, zatímco vyšetřování nehody lodi při 7. letu, které vede SpaceX, zůstává otevřené a FAA na něj dohlíží.

### Průběh letu
Nedokončený startovní pokus 3. března 2025
Odpočítávání běželo k naplánovanému začátku startovního okna ve 23:30 UTC a v čase T–50 minut před ním se spustilo čerpání pohonných hmot. Když ale odpočet dospěl k času 44 minut do startu, vrátil se zpět na 59 minut, což odpovídalo času startu ve 23:45 UTC. Později SpaceX zaznamenala závady nejprve na boosteru a pak i na kosmické lodi, které vedly k pozastavení odpočtu v čase T–40 sekund a záhy k oznámení, že se startovní pokus ruší. Elon Musk na síti X uvedl, že ohledně letu bylo příliš mnoho otazníků a nakonec také o 20 atmosfér nižší tlak v pozemním systému (zajišťujícím spuštění 20 motorů ve vnějším prstenci), takže je lepší sejmout kosmickou loď, oba stupně prohlédnout a zkusit to znovu za jeden nebo dva dny. SpaceX pak další den (4. března, v místě startu ráno) oznámila, že 8. let odstartuje nejdříve 5. března 2025 ve 23:30 UTC a o pár hodin později snesla Starship 34 na zem vedle Boosteru 15 a zahájila inspekce. I tento termín však zůstal nenaplněn, když SpaceX asi 10 hodin před otevřením startovního okna start posunula o další den na 6. března 2025 ve stejném čase a o několik hodin později vyzvedla loď S34 na vršek boosteru B15.
Průběh letu 6. března 2025
Sestava po bezproblémové přípravě odstartovala 6. března 2025 ve 23:30:31 UTC  Booster B15 odvedl svou práci bez viditelných problémů, po zhruba 155 sekundách letu vypnul své motory a po oddělení kosmické lodi Starship se vydal zpět k přistávací a zachytávací věži. Při druhém zážehu, kterým se boostery k věži přesměrovávají, se zapálilo z plánovaných 13 motorů 11, při posledním zážehu při brzdění před rampou 12. V poslední etapě 3 středové motory domanévrovaly nosič mezi pohyblivá ramena věže, která se sevřela aby se na ně booster mohl po 7 minutách letu zavěsit.
Kosmická loď pokračovala po své trajektorii až do 8 minut 5 sekund letu, kdy ve 146 kilometrech nad Zemí podle telemetrie náhle zhasly 3 se 6 motorů kosmické lodi a o několik sekund později ještě čtvrtý. Loď tak začala poměrně rychle rotovat a ztrácet výšku a o minutu později (v čase 09:11) přišla ztráta signálu. Během několika minut se na sociálních sítích začaly objevovat záběry trosek hořících během vstupu do atmosféry v oblasti od jihu Floridy až po Dominikánskou republiku.
Booster B15 technici 8. března 2025 sejmuli z rampy OLM A a dopravili ho do montážní haly Mega Bay 1 k poletovým testům. O 11 dní později ho převezli a „zaparkovali” na odstavné ploše nedaleko montážních hal, nazývané „Rocket Garden” (Raketová zahrada).

### Reakce
SpaceX se v první rychlé reakci omezila na konstatování, že ztratila kontrolu nad lodí, a ujistila, že její tým okamžitě zahájil koordinaci s bezpečnostními pracovníky, aby provedl předem naplánované nouzové reakce. Přislíbila také, že přezkoumá údaje z letového testu, abych lépe porozuměla hlavní příčině události.
O to ostatně záhy požádal i FAA (Federální úřad pro letectví), který o týden dříve umožnil provedení osmého letu, aniž by bylo dokončeno vyšetřování podobné nehody při letu sedmém.

### Výsledky vyšetřování
SpaceX předala Úřadu svou závěrečnou zprávu k 8. letu s návrhem opatření 14. května 2025. FAA začal zprávu podrobně studovat, ale nakonec ještě před jejím odsouhlasením vydal 22. května SpaceX povolení provést 9. let, protože shledal, že jeho provedení bude bezpečné. SpaceX při té příležitosti informovala o svých zjištěních ohledně příčin selhání mise FT-8. Ačkoli se průběh a důsledky selhání lodi S34 jevily stejně nebo podobně jako selhání lodi S33 při misi FT-7, SpaceX uvedla zcela odlišné příčiny. Podle jejího výkladu došlo po asi pěti a půl minutách od zážehu motorů lodi Starship 34 poblíž jednoho ze tří středových motorů Raptor k záblesku, po němž následovala „energetická událost” (nejspíš je tím míněno uvolnění velkého množství energie), která vedla ke ztrátě motoru. Bezprostředně poté došlo k vypnutí zbývajících dvou středových a jednoho z vnějších motorů, což způsobilo ztrátu schopnosti řízení letu. Telemetrie z vozidla byla naposledy přijata přibližně po devíti a půl minutách letu, ještě před zásahem autodestrukčního bezpečnostního systému, který o něco později zajistil rozpad kosmické lodi. SpaceX vysvětlila vznik prvotního výbuchu hardwarovou závadou motoru, která měla za následek neúmyslné smíchání a vznícení pohonných hmot. Společnost po skončení letu uskutečnila rozsáhlé pozemní testování s cílem porozumět této poruše, včetně více než 100 dlouhých zážehů motoru Raptoru. Pro nadcházející lety SpaceX tento problém vyřešila tak, že motory Starship opatřila dodatečným předpětím na klíčových spojích, novým systémem proplachování dusíkem a vylepšením systému vypouštění pohonných látek. Také v budoucnu představí motor Raptor 3 s dalšími vylepšení spolehlivosti, která budou mířit na mechanismus poruchy.
Zcela bez problémů nebyl ani návrat boosteru B15 k zachycení rameny startovací a záchytné věže OLT. Podle SpaceX se po oddělení Starship na boosteru zapálilo jen 11 ze 13 plánovaných motorů střední a vnitřní skupiny při zpětném zážehu, který nosič nasměroval zpět k místu startu, a 12 ze 13 motorů při brzdicím zážehu nedlouho před zachycením. Přesné manévrování během zachycení pak podle plánu zajistily všechny tři středové motory boosteru. SpaceX označila za hlavní příčinu nezapálení části motorů tepelné podmínky v místě zapalovacích hořáků. Testováním po letu se podařilo tento problém zopakovat a vyhodnotit, takže motory při budoucích letech budou mít jako zmírňující opatření dodatečnou izolaci.
SpaceX také výslovně uvedla, že opatření zavedená po sedmé letové zkoušce, která měla řešit harmonickou odezvu a hořlavost spodní části lodi v okolí motorů, fungovala před selháním při osmém letu tak, jak byla navržena.
FAA přijal závěry vyšetřování provedeného SpaceX 12. června 2025. Zopakoval, že nebyla nahlášena žádná zranění osob ani škody na veřejném majetku, a připomněl, že pravděpodobnou příčinu ztráty kosmické lodi Starship bylo selhání hardwaru v jednom z motorů Raptor, které vedlo k nechtěnému smíchání paliva a vznícení. Společnost SpaceX podle FAA identifikovala osm nápravných opatření, která měla zabránit opakování této nehody, a provedla je před 9. letem.